# Pasquale Festa Campanile
Pasquale Festa Campanile (Melfi, 28 de julio de 1927 – Roma, 25 de febrero de 1986) fue un guionista, director de cine y novelista italiano conocido principalmente como importante exponente del género de la commedia all'italiana.

## Biografía
Nacido a Melfi, en la provincia de Potenza, se trasladó de muy joven a Roma. Comenzó como escritor y crítico literarii. La nonna Sabella, una de sus novelas, fue posteriormente adaptada por Dino Risi a la película del mismo nombre, conocida internacionalmente como Oh! Sabella (1957).
Inició su carrera cinematográfica como guionista con Faddija – La legge della vendetta (1949) de Roberto Bianchi Montero y posteriormente coprodujo obras maestras del cine italiano como Poveri ma belli (1957) de Risi y Rocco e i suoi fratelli (1960) y Il gattopardo (1963) de Luchino Visconti.
Su primera película como director fue Un tentativo sentimentale (1963), con Massimo Franciosa. Posteriormente realizó muchas películas del género commedia all'italiana, como La matriarca (1969), Il merlo maschio (1971), Jus primae noctis (1972) y Conviene far bene l'amore (1975), basada en su novela homónima.
Pasquale Festa Campanile colaboró con el cantante y actor italiano Adriano Celentano, dirigiéndolo en películas como Rugantino (1973), Qua la mano (1980) y Bingo Bongo (1982). Otras películas destacadas son Il soldato di ventura, una revisión satírica del desafío de Barletta; la película de crímenes Autostop rosso sangue (1977); la de temática LGBT Nessuno è perfetto (1981); Il petomane (1983), basada en la biografía del empresario francés Joseph Pujol y Uno scandalo perbene (1984), inspirado en el caso Bruneri-Canella que también es su última obra cinematográfica.
Murió de un tumor renal en Roma en 1986.

## Vida personal
Festa Campanile se casó con la pintora italiana Anna Salvatore, de la que se divorció en 1962. Posteriormente se relacionó con actrices Maria Grazia Spina, Catherine Spaak y Lilli Carati. Se casó con su última esposa, Rosalba Mazzamuto, un año antes de su muerte.

## Filmografía

### Director
- Un tentativo sentimentale (1953)
- Le voci bianche (1964)
- La costanza della ragione (1965)
- Una Vergine per il Principe (1965)
- Adulterio all'italiana (1966)
- La cintura di castità (1967)
- Il marito è mio e l'ammazzo quando mi pare (1967)
- La ragazza e il generale (1967)
- La matriarca (1968)
- Scacco alla regina (1969)
- Con quale amore, con quanto amore (1969)
- Dove vai tutta nuda? (1969)
- Quando le donne avevano la coda (1970)
- Il merlo maschio (1971)
- Quando le donne persero la coda (1971)
- La calandria (1972)
- Jus primae noctis (1972)
- L'emigrante (1973)
- Rugantino (1973)
- La sculacciata (1974)
- Conviene far bene l'amore (1975)
- Dimmi che fai tutto per me (1976)
- Il soldato di ventura (1976)
- Autostop rosso sangue (1977)
- Cara sposa (1977)
- Come perdere una moglie e trovare un amante (1978)
- Sabato, domenica e venerdì (1979)
- Il ritorno di Casanova (1979)
- Il corpo della ragassa (1979)
- Gegè Bellavita (1979)
- Il ladrone (1980)
- Qua la mano (1980)
- Nessuno è perfetto (1981)
- Culo e camicia (1981)
- Mano lesta (1981)
- Bingo Bongo (1982)
- La ragazza di Trieste (1982)
- Più bello di così si muore (1982)
- Porca vacca (1982)
- Un povero ricco (1983)
- Il petomane (1983)
- Uno scandalo perbene (1984)

### Guionista
- Faddija (1949)
- Un tentativo sentimentale (1953)
- Gli innamorati (1955)
- La donna che venne dal mare (1957)
- La nonna Sabella (1957)
- Poveri ma belli (1957)
- Belle ma povere (1957)
- Il cocco di mamma (1957)
- Vacanze a Ischia (1957)
- Giovani Mariti (1958)
- Ladro lui, ladra lei (1958)
- Totò e Marcellino (1958)
- Tutti innamorati (1958)
- Venezia, la luna e tu (1958)
- Ferdinando I Re di Napoli (1959)
- Il magistrato (1959)
- La cento chilometri (1959)
- Poveri milionari (1959)
- Rocco e i suoi fratelli (1960)
- L'assassino (1961)
- La viaccia (1961)
- La bellezza di Ippolita (1962)
- Le quattro giornate di Napoli (1962)
- Smog (1962)
- Il gattopardo (1963)
- In Italia si chiama amore (1963)
- Senza sole né luna (1963)
- Una storia moderna: l'ape regina (1963)
- Le voci bianche (1964)
- La costanza della ragione (1965)
- Una Vergine per il Principe (1965)
- Adulterio all'italiana (1966)
- La ragazza e il generale (1967)
- Dove vai tutta nuda? (1969)
- Quando le donne avevano la coda (1970)
- Il merlo maschio (1971)
- La calandria (1972)
- Jus primae noctis (1972)
- L'emigrante (1973)
- Rugantino (1973)
- La sculacciata (1974)
- Conviene far bene l'amore (1975)
- Il soldato di ventura (1976)
- Autostop rosso sangue (1977)
- Gegè Bellavita (1979)
- Qua la mano (1980)
- Un povero ricco (1983)

## Premios y reconocimientos
Festival Internacional de Cine de Cannes
| Año  | Categoría   | Película       | Resultado |
| ---- | ----------- | -------------- | --------- |
| 1958 | Mejor guion | Giovani mariti | Ganador   |